# 凯基利乌斯
凯基利乌斯（英語：Caecilius of Calacte），约活动于公元1世纪前后。出生于西西里卡拉克特的希腊修辞学家之一，为奥古斯都统治时期最主要的文献校勘家和修辞学家。现仅存其：《论十位演说家的风格》、《论崇高》（曾受人抨击）、《奴隶战争史》（西西里奴隶起义史）、《论修辞和修辞手段》、《按字母顺序排列的短语选》（阿提卡语词典）、《斥弗里吉亚派》（抨击亚洲修辞学派的华丽风格）等众多残篇。

## 扩展阅读
- 本条目包含来自公有领域出版物的文本: Chisholm, Hugh (编).  (第11版). London: Cambridge University Press. 1911.
- Encyclopaedia Britannica Caecilius Of Calacte（页面存档备份，存于）
- Roberts, W. Rhys, , American Journal of Philology, 1897, 18 (3): 302–312, doi:10.2307/287826.